# Georges Louis Mathieu
 (janvier 2012).
Si vous disposez d'ouvrages ou d'articles de référence ou si vous connaissez des sites web de qualité traitant du thème abordé ici, merci de compléter l'article en donnant les références utiles à sa vérifiabilité et en les liant à la section « Notes et références ».
Pour les articles homonymes, voir Mathieu et Georges Mathieu.
Georges Louis Mathieu, né à Paris 13e le 5 juin 1897 et mort à Courbevoie le 11 juin 1967, est un banquier et homme politique français.
Il est secrétaire général provisoire du ministère des Communications dans le GPRF du 26 août au 5 septembre 1944.